# Marcus Relphorde
Marcus Relphorde (Chicago, 1º dicembre 1988) è un cestista statunitense.